# Mack Mattingly
Pour les articles homonymes, voir Mattingly.
Mack Francis Mattingly est un homme politique américain né le 7 janvier 1931 à Anderson (Indiana). Membre du Parti républicain, il est sénateur des États-Unis pour la Géorgie de 1981 à 1987.

## Biographie

### Jeunesse, carrière professionnelle et débuts en politique
Mack Mattingly grandit dans l'Indiana. Il sert dans l'armée de l'air américaine de 1951 à 1955 avant de sortir diplômé de l'université de l'Indiana à Bloomington en 1957. Après ses études, il déménage en Géorgie. Il entre chez IBM en 1959, où il vend des machines à écrire. En 1975, il devient également propriétaire de M's Inc., un magasin de fournitures de bureau magasin et d'ordinateurs.
Parallèlement à ses activités professionnelles, Mattingly s'engage au sein du Parti républicain en 1964, lorsqu'il préside un comité local de soutien à Barry Goldwater. Deux ans plus tard, il tente sans succès d'être élu à la Chambre des représentants des États-Unis dans le 8e district de Géorgie. Durant la décennie suivante, il préside le Parti républicain de Géorgie (entre 1975 et 1977),.

### Sénateur des États-Unis
À la fin des années 1970, Mattingly quitte son poste chez IBM et vend son magasin pour se présenter au Sénat des États-Unis lors des élections de 1980. Il affronte le démocrate sortant Herman Talmadge, président de la commission sur l'agriculture sanctionné pour des irrégularités financières et connu pour ses problèmes matrimoniaux et d'alcool. Dans un contexte de vague républicaine nationale accompagnant l'élection de Ronald Reagan, il est élu de justesse en distançant le sénateur sortant de 27 652 voix sur 1,5 million. Il profite notamment d'un fort soutien des banlieues d'Atlanta et du soutien d'une partie des électeurs afro-américains, face à un ancien ségrégationniste. Il devient le premier sénateur républicain de Géorgie depuis la Reconstruction,.
Mack Mattingly est candidat à un second mandat lors des élections de 1986. À un mois des élections, il distance largement son adversaire démocrate Wyche Fowler dans les sondages. S'il attaque Fowler pour son absentéisme au Congrès et fait campagne aux côtés de Reagan, Mattingly se voit qualifier de « républicain de country club » déconnecté de la Géorgie rurale par son adversaire. L'écart entre les deux hommes se réduit au cours du mois d'octobre, même si Mattingly reste favori. Le sénateur républicain est finalement battu, distancé de 22 460 voix par Fowler.

### Après le Congrès
Lorsqu'il quitte le Congrès en 1987, il est nommé par Ronald Reagan au siège de l'OTAN à Bruxelles. Il y dirige le département supervisant la coordination des armes au sein de l'organisation jusqu'en 1990. En 1992, il est nommé ambassadeur des États-Unis aux Seychelles par George W. Bush. Son mandat s'achève l'année suivante, lors de la prise de fonctions de Bill Clinton. Il retrouve alors le secteur privé,.
En 2000, il se présente à l'élection sénatoriales partielle suivant le décès du républicain Paul Coverdell. Il affronte l'ancien gouverneur démocrate et sénateur par intérim Zell Miller, largement en tête des sondages. Miller est réélu dès le premier tour de l'élection — officiellement non partisane — avec 58 % des suffrages.